# James Lang
Pour les articles homonymes, voir Lang.
James Lang, né le 17 octobre 1983, à Mobile, dans l'Alabama, est un ancien joueur de basket-ball américain. Il évolue durant sa carrière au poste de pivot.